# Amblyptila
Amblyptila là một chi bướm đêm thuộc họ Gracillariidae.

## Các loài
- Amblyptila cynanchi Vári, 1961
- Amblyptila strophanthina Vári, 1961